# Laktozilkeramid
Laktozilkeramid je tip ceramida koji sadrži laktozu.
Primer jedinjenja iz ove grupe je CDw17 antigen.